# Гейверстро (Нью-Йорк)
Гейверстро (англ. Haverstraw) — місто (англ. town) в США, в окрузі Рокленд штату Нью-Йорк. Населення — 39 087 осіб (2020).

## Демографія
Згідно з переписом 2010 року, у місті мешкали 36 634 особи в 12 170 домогосподарствах у складі 8905 родин. Було 12809 помешкань
Расовий склад населення:
| - 59,2 % — білих - 14,7 % — чорних або афроамериканців - 4,4 % — азіатів - 0,5 % — корінних американців - 0,1 % — вихідців з тихоокеанських островів - 16,3 % — осіб інших рас |

До двох чи більше рас належало 4,9 %. Частка іспаномовних становила 41,0 % від усіх жителів.
За віковим діапазоном населення розподілялося таким чином: 24,2 % — особи молодші 18 років, 63,5 % — особи у віці 18—64 років, 12,3 % — особи у віці 65 років та старші. Медіана віку мешканця становила 37,1 року. На 100 осіб жіночої статі у місті припадало 94,0 чоловіків;  на 100 жінок у віці від 18 років та старших — 90,9 чоловіків також старших 18 років.
Середній дохід на одне домашнє господарство  становив 92 842 долари США (медіана — 73 619), а середній дохід на одну сім'ю — 100 528 доларів (медіана — 86 176). Медіана доходів становила 52 124 долари для чоловіків та 41 894 долари для жінок. За межею бідності перебувало 11,1 % осіб, у тому числі 18,6 % дітей у віці до 18 років та 4,7 % осіб у віці 65 років та старших.
Цивільне працевлаштоване населення становило 19 472 особи. Основні галузі зайнятості: освіта, охорона здоров'я та соціальна допомога — 31,3 %, роздрібна торгівля — 11,8 %, мистецтво, розваги та відпочинок — 10,3 %, науковці, спеціалісти, менеджери — 9,7 %.